# Rechtfertigungsgrund
Rechtfertigungsgründe sind Umstände, die die Rechtswidrigkeit einer Handlung ausschließen.
Nach dem Grundsatz der Einheit der Rechtsordnung soll ein und dasselbe Verhalten nicht in einem Teilbereich der Rechtsordnung als erlaubt, in einem anderen dagegen als verboten angesehen werden. Daher gelten Rechtfertigungsgründe in der gesamten Rechtsordnung, also dem Zivil-, Straf- und Öffentlichen Recht. Ist ein Verhalten nach den Regeln über den zivilrechtlichen Notstand gedeckt (§ 228, § 904 BGB), wird es auch nicht bestraft oder mit Bußgeld geahndet (§ 34 StGB, § 16 OWiG).

## Zivilrecht
Im Bereich des Deliktsrechts hat der Gesetzgeber die Schadensersatzpflicht für unerlaubte Handlungen geregelt. Die Verletzung eines Rechtsguts oder eines Schutzgesetzes indiziert die Rechtswidrigkeit dieser Handlung. Die Verpflichtung zum Schadensersatz tritt aber nicht ein, wenn die Handlung nicht widerrechtlich war, d. h. durch einen Rechtfertigungsgrund gedeckt (§ 823 BGB). Es gibt gesetzlich geregelte und sonstige, von der Rechtsprechung anerkannte Rechtfertigungsgründe. Beispiele sind:
- Notwehr, § 227 BGB
- Verteidigungsnotstand, Defensivnotstand, § 228 BGB (Verteidigung gegen fremde Sachen, von denen eine gegenwärtige Gefahr ausgeht)
- Angriffsnotstand, Aggressivnotstand, § 904 BGB (Verteidigung mit fremden Sachen zur Abwehr einer gegenwärtigen Gefahr)
- Selbsthilfe, § 229 BGB
- Besitzwehr, Besitzkehr, § 859 BGB
- berechtigte GoA, §§ 677 ff. BGB
- erlaubte Emission, § 906 BGB
- verkehrsrichtiges, ordnungsgemäßes Verhalten.[5]

Darüber hinaus sind auch außerhalb des Zivilrechts geregelte Rechtfertigungsgründe beachtlich, wie die Wahrnehmung berechtigter Interessen gem. § 193 StGB.
Die ausdrückliche oder mutmaßliche Einwilligung spielt eine Rolle bei ärztlichen Heileingriffen oder Sportverletzungen.

## Strafrecht

### Deutschland
Im deutschen Strafrecht ist eine rechtswidrige Tat eine Handlung, die den Tatbestand eines Strafgesetzes verwirklicht (§ 11 Abs. 1 Nr. 5 StGB). Die Tatbestandserfüllung indiziert auch hier die Rechtswidrigkeit. Allein die Rechtswidrigkeit begründet aber noch nicht die Strafbarkeit des Täters. Wenn dem Täter ein Rechtfertigungsgrund zugutekommt, schließt das eine Bestrafung aus.

#### Einzelne Rechtfertigungsgründe
Das deutsche Strafrecht kennt zahlreiche Rechtfertigungsgründe, die nicht abschließend aufgezählt sind. Sie stehen nicht zwingend im Strafgesetzbuch, sondern sind auch im BGB (z. B. § 228, § 904 BGB) oder der Strafprozessordnung (Recht der vorläufigen Festnahme, § 127 StPO) geregelt. Rechtfertigungsgründe können auch gewohnheitsrechtlich anerkannt sein, beispielsweise die Pflichtenkollision. Die ausdrückliche oder mutmaßliche Einwilligung spielt auch im Strafrecht eine Rolle und ist für die Körperverletzung in § 228 StGB normiert, für den Schwangerschaftsabbruch in § 218a Abs. 2 und 3 StGB.
Die wichtigsten strafrechtlichen Rechtfertigungsgründe sind die Notwehr (§ 32 StGB) und der rechtfertigende Notstand (§ 34 StGB).
Notwehr ist die Verteidigung, die erforderlich und geboten ist, um einen gegenwärtigen rechtswidrigen Angriff von sich oder einem anderen abzuwenden (§ 32 Abs. 1 u. 2 StGB). Die dualistische Notwehrkonzeption folgt den Gedanken des zulässigen Selbstschutzes und dem sog. Rechtsbewährungsprinzip (Das Recht braucht dem Unrecht nicht zu weichen).
Der rechtfertigende Notstand setzt dagegen eine Abwägung der widerstreitenden Interessen, namentlich der betroffenen Rechtsgüter und des Grades der ihnen drohenden Gefahren voraus. Das geschützte Interesse muss das beeinträchtigte wesentlich überwiegen (§ 34 Satz 1 StGB). Außerdem muss die Tat ein angemessenes Mittel zur Abwehr der Gefahr sein (§ 34 Satz 2 StGB).
Zudem entwickelte der Bundesgerichtshof 2010 im Rahmen des sog. „Fall Putz“ im Bereich der (passiven) Sterbehilfe den rechtfertigenden Behandlungsabbruch.

#### Wirkung
Anstiftung und Beihilfe setzen eine rechtswidrige Tat voraus (§ 26, § 27 StGB). An einer durch einen Rechtfertigungsgrund gerechtfertigten und damit bloß tatbestandsmäßigen Handlung gibt es keine strafbare Teilnahme.
Subjektiv ist erforderlich, dass der Täter, der sich auf den Rechtfertigungsgrund beruft, auch mit dem Willen zur Abwehr eines Angriffs oder einer Gefahr handelt. Falls kein Verteidigungs- oder Rettungswille des Täters vorliegt, um beim Vorsatzdelikt sowohl das Erfolgsunrecht des objektiven als auch das Handlungsunrecht des subjektiven Tatbestandes zu kompensieren, wird die Tat als rechtswidrig angesehen. Dabei ist strittig, ob der Täter wegen vollendeter Tat oder nur wegen Versuchs zu bestrafen ist.
Nimmt der Täter irrtümlich an, es lägen die Voraussetzungen eines Rechtfertigungsgrundes vor, beispielsweise im Fall der Putativnotwehr, so handelt es sich um einen Erlaubnistatbestandsirrtum, dessen Behandlung in der Strafrechtslehre strittig ist. Je nach Meinung in der Rechtswissenschaft liegt eine teilnahmefähige Tat vor oder nicht.

## Ordnungswidrigkeiten
Eine Ordnungswidrigkeit ist eine rechtswidrige und vorwerfbare Handlung, die den Tatbestand eines Gesetzes verwirklicht, das die Ahndung mit einer Geldbuße zulässt (§ 1 Abs. 1 OWiG). Wer eine Handlung begeht, die durch Notwehr geboten ist, handelt nicht rechtswidrig (§ 15 Abs. 1 OWiG). Nicht rechtswidrig ist auch eine Handlung unter den Voraussetzungen eines rechtfertigenden Notstands (§ 16 Abs. 1 OWiG). Diese Regelungen entsprechen jenen des Strafgesetzbuchs (§ 32, § 34 StGB).
Außerdem gelten auch im Ordnungswidrigkeitenrecht die Erlaubnisnormen des BGB, des Polizeirechts oder die Einwilligung.
Ein speziell auf Verkehrsordnungswidrigkeiten zugeschnittener Rechtfertigungsgrund ergibt sich aus § 35 StVO für Polizei, Feuerwehr oder Fahrzeuge des Rettungsdienstes bei der Inanspruchnahme von Sonderrechten.

## Öffentliches Recht
Aus dem Öffentlichen Recht ergeben sich bestimmte Amtsbefugnisse im Rahmen eines strafrechtlichen Ermittlungsverfahrens, die die körperliche Untersuchung eines Beschuldigten oder anderer Personen rechtfertigen können (§§ 81 ff. StPO). Gerichtsvollzieher sind bei der Zwangsvollstreckung gem. § 758 ZPO zur Gewaltanwendung gegen den Schuldner befugt. Die Staatsanwaltschaft und die Beamten des Polizeidienstes sind bei Gefahr im Verzug auch dann zur vorläufigen Festnahme gem. § 127 Abs. 2 StPO befugt, wenn die Voraussetzungen eines Haftbefehls oder eines Unterbringungsbefehls vorliegen. Die Staatsanwaltschaft als Strafvollzugsbehörde kann einen entwichenen Gefangenen festnehmen und in die Justizvollzugsanstalt zurückbringen (§ 87 StVollzG). Im Übrigen gelten die strafrechtlichen Rechtfertigungsgründe nach h. M. auch für hoheitliches Handeln von Amtsträgern, falls keine engeren und abschließenden Sonderregelungen eingreifen.
Zudem stellen die Ermächtigungsgrundlagen der einzelnen Landespolizeigesetze Rechtfertigungsgründe dar. Diese ermöglichen bspw. die Ingewahrsamnahme (z. B.: § 32 HSOG), das Betreten von Wohnungen (z. B.: § 38 HSOG), die Verwertung, Unbrauchbarmachung und Vernichtung (z. B.: § 42 HSOG). Diese tangieren auch Straftatbestände wie bspw. § 239 StGB, § 123 StGB und § 303 StGB, wobei die öffentlich-rechtliche Ermächtigungsgrundlage die Rechtfertigung darstellt.

## Keine Rechtfertigungsgründe
- das tatbestandsausschließende Einverständnis
- Schwangerschaftsabbruch mit Bescheinigung nach Maßgabe des Schwangerschaftskonfliktgesetzes, § 218a Abs. 1, § 219 Abs. 2 Satz 2 StGB (schließt zugunsten des Arztes die Tatbestandsverwirklichung aus)
- der Notwehrexzess
- strittig: Notwehrprovokation
- der Nötigungsnotstand (ist Entschuldigungsgrund)
- der entschuldigende Notstand, § 35 StGB (ist Entschuldigungsgrund)
- das elterliche Züchtigungsrecht (nach h. M. mit § 1631 Abs. 2 Satz 2 BGB seit 2000 abgeschafft,[22] a. A. etwa Kühl AT, § 9 Rn. 77b)
- körperliche Züchtigung von Schülern durch ihre Lehrer nach Maßgabe der Landesschulgesetze[23]
- Strafunmündigkeit, § 19 StGB (ist Schuldausschließungsgrund)
- Schuldunfähigkeit, § 20 StGB (ist Schuldausschließungsgrund)